# Kvarnsjön (Nordmalings socken, Ångermanland)
Kvarnsjön är en sjö i Nordmalings kommun i Ångermanland och ingår i Öreälven-Leduåns kustområde. Sjön har en area på 0,0944 kvadratkilometer och ligger 5,2 meter över havet. Sjön avvattnas av vattendraget Nabbsundet.

## Delavrinningsområde
Kvarnsjön ingår i det delavrinningsområde (704948-169291) som SMHI kallar för Ovan 704971-169190. Medelhöjden är 13 meter över havet och ytan är 11,89 kvadratkilometer. Det finns inga avrinningsområden uppströms utan avrinningsområdet är högsta punkten. Avrinningsområdets utflöde Nabbsundet mynnar i havet. Avrinningsområdet består mestadels av skog (64 procent) och sankmarker (19 procent). Avrinningsområdet har 0,44 kvadratkilometer vattenytor vilket ger det en sjöprocent på 3,7 procent.